# Liste des conseillers d'État du canton de Schwytz
Cette page présente la liste des conseillers d'État du canton de Schwytz.
Les législatures commencent un 1er juillet, de même que les mandats de Landammann (président).

## Législatures duXXIesiècle

### 2024-2028
- Damian Meier (PLR)
- André Rüegsegger (UDC)
- Petra Steimen-Rickenbacher (PLR)
- Herbert Huwiler (UDC)
- Sandro Patierno (Le Centre)
- Michael Stähli (Le Centre)
- Xaver Schuler (UDC)

### 2020-2024
- Petra Steimen-Rickenbacher (PLR), département de l'intérieur. Présidente de 2020 à 2022
- André Rüegsegger (UDC), département des constructions
- Andreas Barraud (UDC), département de l'économie
- Herbert Huwiler (UDC), département de la sécurité
- Kaspar Michel (PLR), département des finances
- Sandro Patierno (PDC), département de l'environnement
- Michael Stähli (PDC), département de la formation

### 2016-2020
- Othmar Reichmuth (PDC), département des constructions. Président de 2016 à 2018
- Kaspar Michel (PLR), département des finances. Président de 2018 à 2020
- Andreas Barraud (UDC), département de l'économie
- René Bünter (UDC), département de l'environnement
- André Rüegsegger (UDC), département de la sécurité
- Michael Stähli (PDC), département de la formation
- Petra Steimen-Rickenbacher (PLR), département de l'intérieur

### 2012-2016
- Walter Stählin (UDC), département de la formation. Président de 2012 à 2014
- Andreas Barraud (UDC), département de l'environnement. Président de 2014 à 2016
- Kaspar Michel (PLR), département des finances
- Othmar Reichmuth (PDC), département des constructions
- André Rüegsegger (UDC), département  de la sécurité
- Petra Steimen-Rickenbacher (PLR), département de l'intérieur
- Kurt Zibung (PDC), département de l'économie

### 2008-2012
- Georg Hess (PDC), département des finances. Président de 2008 à 2010. Remplacé en 2010 par Kaspar Michel (PRD)
- Armin Hüppin (PS), département de l'intérieur. Président de 2010 à 2012
- Andreas Barraud (UDC), département de l'environnement
- Lorenz Bösch (PDC), département des constructions. Remplacé en 2010 par Othmar Reichmuth (PDC)
- Peter Reuteler (PRD), département de la sécurité
- Walter Stählin (UDC), département de la formation
- Kurt Zibung (PDC), département de l'économie

### 2004-2008
- Kurt Zibung (PDC), département de l'économie. Président de 2004 à 2006
- Alois Christen (PRD), département de l'armée et de la police. Président de 2006 à 2008
- Lorenz Bösch (PDC), département des constructions
- Georg Hess (PDC), département des finances
- Armin Hüppin (PS), département de l'intérieur
- Peter Reuteler (PRD), département de la sécurité
- Walter Stählin (UDC), département de la formation

### 2000-2004
- Werner Inderbitzin (PDC), département de l'économie. Président de 2000 à 2002
- Friedrich Huwyler (PRD), département de la justice. Président de 2002 à 2004
- Alois Christen (PRD), département de l'armée et de la police
- Georg Hess (PDC), département des constructions, puis département des finances à partir d'octobre 2002
- Armin Hüppin (PS), département de l'intérieur
- Franz Marty (PDC), département des finances. Remplacé par Lorenz Bösch (PDC), département des constructions, en octobre 2002
- Kurt Zibung (PDC), département de l'éducation

## Législatures duXXesiècle

### 1996-2000
- Richard Wyrsch (PS), département des constructions. Président de 1996 à 1998
- Richard Camenzind (PRD), département de l'intérieur. Président de 1998 à 2000

- Friedrich Huwyler (PRD), département de la justice

- Werner Inderbitzin (PDC), département de l'économie
- Oskar Kälin (PDC), département de l'armée et de la police

- Franz Marty (PDC), département des finances
- Kurt Zibung (PDC), département de l'éducation

### 1992-1996
- Margrit Weber-Röllin (PDC), département de l'éducation. Présidente de 1992 à 1994
- Egon Bruhin (PRD), département de la justice Président de 1994 à 1996

- Richard Camenzind (PRD), département de l'intérieur

- Werner Inderbitzin (PDC), département de l'économie

- Oskar Kälin (PDC), département de l'armée et de la police

- Franz Marty (PDC), département des finances

- Richard Wyrsch (PS), département des constructions

### 1988-1992
- Franz Marty (PDC), département des finances. Président de 1990 à 1992
- Marcel Kürzi (PRD), département de la justice. Président de 1988 à 1990
- Paul Brandenberg (PDC), département de l'armée et de la police
- Egon Bruhin (PRD), département de l'intérieur
- Walter Gisler (PDC), département de l'agriculture
- Heinrich Kistler (PS), département des constructions jusqu'en 1989. Remplacé par Richard Wyrsch (PS)

- Margrit Weber-Röllin (PDC), département de l'éducation

### 1984-1988
- Walter Gisler (PDC), département de l'agriculture. Président de 1984 à 1986
- Paul Brandenberg (PDC), département de l'armée et de la police. Président de 1986 à 1988
- Karl Bolfing (PDC), département de l'éducation

- Josef Feusi (PRD), département de l'intérieur
- Heinrich Kistler (PS), département des constructions
- Marcel Kürzi (PRD), département de la justice

- Franz Marty (PDC), département des finances

### 1980-1984
- Josef Feusi (PRD), département de l'intérieur. Président de 1980 à 1982
- Heinrich Kistler (PS), département des constructions. Président de 1982 à 1984
- Karl Bolfing (PDC), département de l'éducation

- Paul Brandenberg (PDC), département de l'armée et de la police
- Walter Gisler (PDC), département de l'agriculture

- Marcel Kürzi (PRD), département de la justice

- Xaver Reichmuth (PDC), département des finances

### 1976-1980
- Karl Bolfing (PDC), département de l'armée et de la police. Président de 1976 à 1978
- Rudolf Sidler (PRD), département de la justice. Président de 1978 à 1980
- Josef Feusi (PRD), département de l'intérieur
- Hans Fuchs (PDC), département de l'agriculture
- Marcel Kürzi (PRD), département de la justice
- Xaver Reichmuth (PDC), département des finances
- Josef Ulrich (PDC), département de l'éducation

### 1972-1976
- Hans Fuchs (PDC), département de l'agriculture. Président de 1972 à 1974
- Xaver Reichmuth (PDC), département des constructions. Président de 1974 à 1976
- Karl Bolfing (PDC), département de l'armée et de la police
- Josef Diethelm (PS), département des finances
- Georges Leimbacher (PRD), département de l'intérieur. Remplacé en 1974 par Josef Feusi (PRD)
- Rudolf Sidler (PRD), département de la justice
- Josef Ulrich (PDC), département de l'éducation

### 1968-1972
- Alois ab Yberg (PRD), département de la justice. Président de 1968 à 1970
- Georges Leimbacher (PRD), département de l'intérieur. Président de 1970 à 1972
- Josef Diethelm (PS), département des finances
- Hans Fuchs (PDC), département de l'agriculture
- Fritz Husi (Parti chrétien-social), département de l'armée et de la police
- Xaver Reichmuth (PDC), département des constructions
- Josef Ulrich (PDC), département de l'éducation

### 1964-1968
- Josef Diethelm (PS), département des finances. Président de 1964 à 1966
- Josef Ulrich (PDC), département de l'éducation. Président de 1966 à 1968
- Balz Feuzi (Parti conservateur chrétien), département de l'agriculture
- Fritz Husi (Part chrétien-social), département de l'armée et de la police
- Stephan Oechslin (Parti conservateur chrétien), département des constructions
- Meinrad Schuler (Parti libéral), département des finances jusqu'en 1967 (décès[1]
- Alois ab Yberg (PRD), département de la justice

### 1960-1964
- Meinrad Schuler (Parti libéral), département des finances. Président de 1960 à 1962
- Balz Feuzi (Parti conservateur chrétien), département de l'agriculture. Président de 1962 à 1964
- Josef Heinzer (PS), département de l'intérieur

- Fritz Husi (Parti chrétien-social), département de la justice
- Stephan Oechslin (Parti conservateur chrétien), département des constructions
- Rudolf Sidler (PRD), département de l'armée et de la police
- Josef Ulrich (PDC), département de l'éducation

### 1956-1960
- Vital Schwander (Parti conservateur chrétien), département de l'éducation. Président de 1956 à 1958
- Fritz Husi (Parti chrétien-social), département de la justice. Président de 1958 à 1960
- Cäsar Bachmann (PRD), département des constructions. Remplacé en 1957 par Meinrad Schuler (Parti libéral), département des finances
- Klemens Dober (Parti conservateur chrétien), département de l'agriculture
- Josef Heinzer (PS), département de l'intérieur
- Stephan Oechslin (Parti conservateur chrétien), département des finances jusqu'en 1957, puis département des constructions
- Rudolf Sidler (PRD), département de l'armée et de la police

### 1952-1956
- Rudolf Sidler (PRD), département de l'armée et de la police. Président de 1952 à 1954
- Stephan Oechslin (Parti conservateur chrétien), département des finances. Président de 1954 à 1956
- Cäsar Bachmann (PRD), département des constructions
- Josef Bösch (Parti chrétien-social), département de la justice
- Klemens Dober (Parti conservateur chrétien), département de l'agriculture
- Josef Heinzer (PS), département de l'intérieur
- Vital Schwander (Parti conservateur chrétien), département de l'éducation

### 1948-1952
- Klemens Dober (Parti conservateur chrétien), département de l'agriculture. Président de 1948 à 1950
- Josef Heinzer (PS), département de l'intérieur. Président de 1950 à 1952
- Cäsar Bachmann (PRD), département des finances.

- August Bettschart (Parti conservateur chrétien), département des constructions
- Josef Bösch (Parti chrétien-social), département de la justice
- Rudolf Sidler (PRD), département de l'armée et de la police
- Vital Schwander (Parti conservateur chrétien), département de l'éducation

### 1944-1948
- Josef Bösch (Parti chrétien-social), département de la justice. Président de 1944 à 1946
- Cäsar Bachmann (PRD), département des finances. Président de 1946 à 1948
- Josef Bürgi (PRD), département de l'armée et de la police
- August Bettschart (Parti conservateur chrétien), département des constructions
- Klemens Dober (Parti conservateur chrétien), département de l'agriculture
- Josef Heinzer (PS), département de l'intérieur
- Vital Schwander (Parti conservateur chrétien), département de l'éducation